# Диметилтерефталат
Диметилтерефталат (ДМТ) — сложный эфир, образованный терефталевой кислотой и метанол, который используется в производстве полиэфиров, таких как полиэтилентерефталат (ПЭТ) и политриметилентерефталат. Он состоит из бензольного кольца, замещенного в 1,4-положениях карбметокси-группами -COOCH3.
Диметилтерефталат является промежуточным веществом в ряде технологических процессов получения очищенной терефталевой кислоты.